# Superkilen
Il Superkilen è un parco pubblico urbanistico che sorge nel quartiere Nørrebro di Copenaghen, in Danimarca.
Progettato dal gruppo artistico Superflex con la collaborazione di Bjarke Ingels Group e Topotek1, un'azienda di architettura paesaggistica tedesca, il parco è stato ufficialmente inaugurato nel giugno 2012.

## Descrizione
Il progetto fa parte di un piano di miglioramento urbano coordinato dalla Città di Copenaghen in una partnership con l'associazione privata Realdania. L'obiettivo è migliorare Nørrebro a un livello elevato di sviluppo urbano che possa ispirare altre città e distretti. Il parco ha lo scopo di celebrare la diversità. Pieno di oggetti provenienti da tutto il mondo, è stato progettato come una sorta di esposizione mondiale.

## Caratteristiche
Si estende per circa 750 metri lungo i lati di una pista ciclabile pubblica e copre un'area totale di circa 30.000 metri quadrati, la Superkilen è costituito da tre aree principali: una piazza rossa, un mercato nero e una Parco verde. Il parco verde, letteralmente interamente verde, ha dolci colline, alberi e piante adatte per picnic, sport e passeggio coi cani.

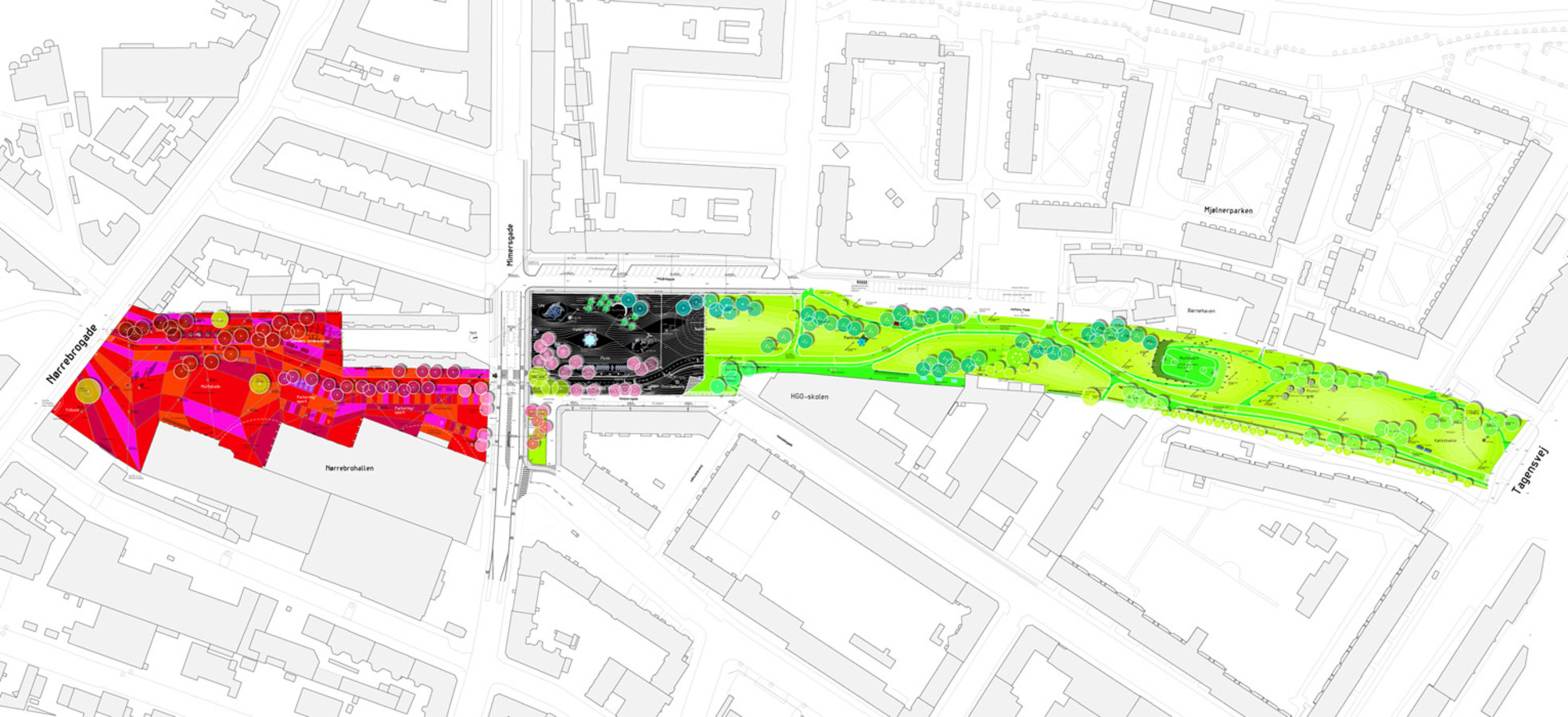
Piantina del parco

Molti degli oggetti nel parco sono stati appositamente importati o copiati. Includono altalene dall'Iraq, panchine dal Brasile, una fontana dal Marocco e cestini dall'Inghilterra. Ci sono insegne al neon di tutto il mondo che pubblicizzano di tutto, da un hotel russo a un salone di bellezza cinese. I coperchi dei tombini vengono da Zanzibar, Danzica e Parigi. In tutto, ci sono 108 piante e artefatti che illustrano la diversità etnica della popolazione locale.

## Premi
Il progetto è stato premiato con un AIA Honor Award 2013 nella categoria Regional & Urban Design dall'American Institute of Architects. È stato selezionato per la Design of the Year dal Design Museum di Londra e per il Premio dell'Unione europea per l'architettura contemporanea.